# Řidič kamionu

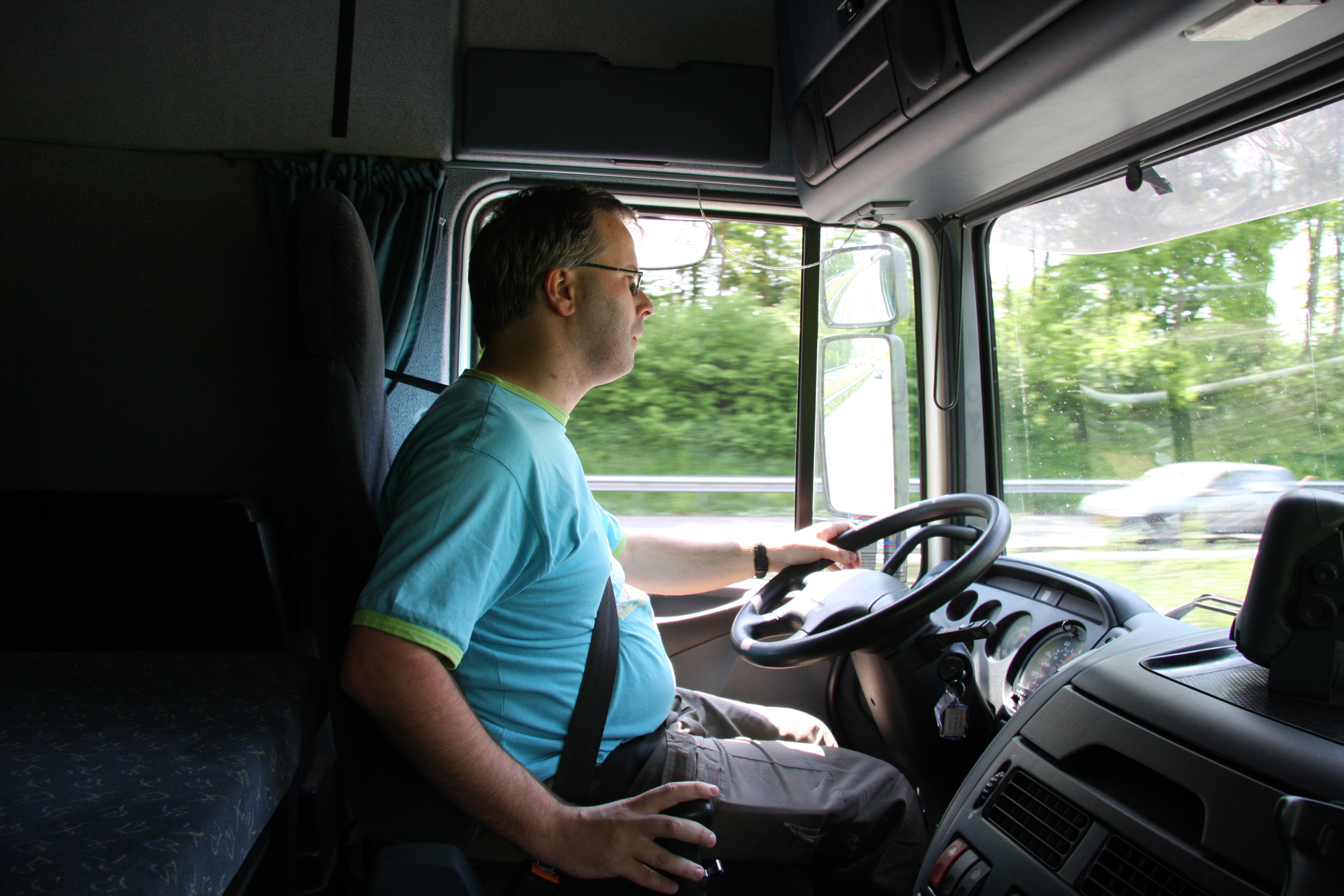
Řidič kamionu

Řidič kamionu, běžně označovaný jako kamioňák, je osoba, která pracuje jako řidič nákladního vozu nad 12 tun – kamionu, obvykle jde o návěsovou soupravu, skříňové vozidlo, nebo sklápěčku.

## Definice
Řidiči kamionů poskytují základní služby pro industrializované společnosti převážením hotových výrobků a surovin napříč zemí, obvykle do a z výrobních závodů, maloobchodu a distribučních center. Řidiči kamionů jsou rovněž odpovědní za kontrolu svých vozidel po mechanické stránce a všeho, co se týká bezpečného provozu vozidla. Existují spolky a kluby, pořádají se vlastní srazy a mají vlastní internetové komunity a fóra.

## Typy řidičů kamionů
Existují dva hlavní typy zaměstnání řidiče kamionů:
Firemní řidiči jsou zaměstnanci konkrétní přepravní společnosti a řídí kamiony, které vlastní jejich zaměstnavatel. V kontinentální Evropě je to majoritní způsob provozování nákladní autodopravy.
Řidiči-majitelé jsou rozšíření spíše v anglosaských zemích (tam se nazývají Owner-operators nebo zkráceně O / O), jsou jedinci, kteří vlastní nákladní auta se kterými jezdí a mohou jezdit buď na základě nájemní smlouvy s větší přepravní společností často k tahání jejich návěsů nebo jezdí pro řadu společností jako nezávislí dodavatelé.
V České republice jezdí řidič vnitrostátní dopravu, mezinárodní dopravu ( zkratka MKD) nebo jejich kombinaci. U vnitrostátní přepravy se většinou řidič vrací každý den domů, zatímco u MKD odjíždí na týdenní, někdy ovšem i třítýdenní turnusy a kamion se tak stává jeho bydlištěm, kde i spí a vaří si.

## Pracovní doba řidičů kamionů

### Evropská unie
V Evropské unii pracovní dobu řidičů v nákladní dopravě upravuje nařízení EHS č. 561/2006, která vstoupila v platnost 11. dubna 2007, mimo EU se řidič řídí dohodou AETR. Nepřerušená doba řízení nesmí přesáhnout 4,5 hodiny. Po 4,5 hodinách jízdy musí mít řidič přestávku po dobu nejméně 45 minut. Nicméně tato může být rozdělena do dvou částí, z nichž první nejméně 15 minut a druhá nejméně 30 minut. Během jedné pracovní doby, to je mezi dvěma Denními odpočinky, nebo mezi jedním Denním odpočinkem a Týdenním odpočinkem může být Denní doba řízení 9 hodin, dvakrát týdně může být 10 hodin. Běžná Denní doba odpočinku je 11 hodin, může být rozdělena na dvě části, z nichž první část musí být nejméně 3 hodiny v kuse a druhá část nejméně 9 hodin v kuse. Mezi dvěma týdenními dobami odpočinku může řidič zkrátit Běžnou Denní dobu odpočinku na 9 hodin, a to 3x. V průběhu každých 24 hodin po skončení předchozí denní nebo týdenní doby odpočinku musí mít řidič novou denní dobu odpočinku. Týdenní doba řízení nesmí přesáhnout 56 hodin. Kromě toho řidič nesmí přesáhnout 90 hodin řízení za dva týdny po sobě následující. A ještě Týdenní doba odpočinku je 45 hodin, může být zkrácena na 24 hodin. Ve kterýchkoli dvou po sobě následujících týdnech musí mít řidič
— dvě běžné týdenní doby odpočinku nebo
— jednu běžnou týdenní dobu odpočinku a jednu zkrácenou dobu odpočinku v celkové délce 24 hodin. Zkrácení však musí být vyrovnáno odpovídající dobou odpočinku vybranou v celku před koncem třetího týdne následujícího po dotyčném týdnu. Týdenní doba odpočinku musí začít nejpozději po uplynutí šesti 24hodinových časových úseků od skončení předchozí týdenní doby odpočinku.
U dohody AETR je oproti Nařízení řada odlišností. Hlavní je, že u dvoučlenné posádky smí mít posádka výkon maximálně 22 hodin a musí následovat 8 hodinový odpočinek, zatímco u Nařízení je to 21 hodin a následovat musí 9 hodinový odpočinek. Dále potom není předepsáno, jako u Nařízení, že první přestávka, v rámci 4,5 hodinového výkonu musí být 15 minut a druhá 30 minut. Rozdíly mezi NR 561/2006 a AETRem ohledně dob řízení, přestávek a odpočinků už nejsou od září 2010, kdy byl AETR novelizován.

### Spojené státy
Ve Spojených státech jsou řidiči omezeni maximální dobou 11 hodin jízdy v nepřerušeném čtrnáctihodinovém období, po kterém pak musí následovat odpočinek po dobu alespoň deseti po sobě jdoucích hodin. Řidiči zaměstnaní v tzv. „denním provozu“ nesmí řídit více než 70 hodin v jakoukoli dobu během osmi po sobě jdoucích dnů.
Řidiči musí vést denně 24hodinový deník „Record of Duty“, kde musí dokumentovat všechny doby jízd a odpočinku. Záznamy musí být neustále udržovány aktuální. Záznamy z posledních 7 dní ponechá řidič v kamionu, aby je mohl předložit na vyžádání při silniční kontrole.
Elektronický tachograf, který může mimo jiné zaznamenávat doby, kdy je vozidlo v pohybu, nebo zastaveno je v USA nepovinný, ale federální orgány uvažují o změně zákona tak, aby byly povinné.

### Austrálie
V Austrálii, musí mít řidiči nákladních automobilů a nákladních souprav s hrubou hmotností vozidla nad 12 tun, odpočinek po dobu 30 minut každých 5 hodin a minimálně 10 hodin spánku za každých 14 hodin práce (do niž se započítává řízení i ostatní pracovní povinnosti). Po 72 pracovních hodinách (do čehož se nezahrnuje čas strávený odpočinkem nebo spánkem), musí řidič strávit 24 hodin mimo jeho vozidlo. Řidiči kamionů musí vést deník dokumentující hodiny i kilometry strávená jízdou.

## Řidiči kamionů na trhu práce

### Česko
Po skončení hospodářské krize se v Česku začal projevovat nedostatek řidičů. V roce 2016 podle Česmadu chybělo českým dopravcům asi 5000 řidičů. Jednou z příčin je konkurenční boj, který srazil ceny za přepravu nad hranici nákladů. Ročně odchází z Česka do zahraničí asi 7000 řidičů a asi 7000 jich odchází do důchodu. Protože práce řidiče je riziková a za nízký plat, mladí lidé o práci řidiče nemají zájem a nedělají si ani řidičské průkazy na autobusy a kamiony, takže mladí řidiči nestačí ty odcházející nahrazovat. Svůj podíl na nedostatku řidičů má i ukončení základní vojenské služby, kde si hodně mladých mužů řidičský průkaz udělalo a získali tam i praxi.
Jako reakci na nedostatek řidičů v Ústeckém kraji naplánovali od podzimu 2017 otevření oboru řidič kamionu.

## Řidiči kamionů v populární kultuře
Řidiči kamionů byli zobrazováni v mnoha filmech, jako například They Drive By Night (1940) (česky: Jezdci noci), ale stali se obzvláště populární téma v populární kultuře v sedmdesátých letech po vydání White Line Fever (česky: Muž v kamiónu) a hitu Convoy od CW McCalla, obojí v roce 1975. Hlavní postavou filmu Convoy byl řidič kamionu známý pouze podle jeho volacího znaku na krátkovlnné vysílačce – „Rubber Duck“. O tři roky později, v roce 1978, začal být promítán film se stejným názvem. V roce 1977 vznikl další film Smokey and the Bandit (česky: Polda a bandita), který se točí kolem eskapády řidiče kamionu a jeho kamaráda při převážení nákladu piva přes státní hranice. Smokey and the Bandit měl ještě dvě pokračování. 1978 film F.I.S.T. (česky: P.Ě.S.T.) byl smyšlený příběh odborového sdružování přepravního průmyslu ve 20. století, zatímco o budoucnosti v řízení nákladních aut spekuloval film Space Truckers (česky: Vesmírní trakeři) v roce 1996. V tomto filmu se přeprava nákladů rozvine z planetární na meziplanetární.
Řidiči kamionů byli také vyobrazeni v takových filmech jako Duel, Joy Ride, Breakdown, Hitcher a Supergirl. Ve filmu Superman II scénář říká, že násilník, který zbil Clarka Kenta, když ztratil svou sílu, byl řidič kamionu, ale nic ve filmu tomu nenasvědčuje. Je pouze vidět muž při stravování v restauraci bez jakékoliv zřejmé indikace jeho povolání.
B.J. and the Bear byl televizní seriál znázorňující řidiče kamionu a jeho společníka šimpanze. Další film byl  Movin'On, v hlavních rolích Claude Akins a Frank Converse. Trucker Buddy je roztomilý (i když trochu děsivý) kamioňák, který vystupuje v The Mediocre Show. Tato postava by neměla být zaměňována s Trucker Buddy (zkratka: T.B.I.) – neziskovou mezinárodní organizací [www.truckerbuddy.org], která spojila řidiče kamionů do týmů s žáky základní školy 2–8 tříd. Řidiči posílají týdně pohlednice a píšou dopisy popisující autodopravu, jejich životní styl a cestování a někdy dokonce probíhají návštěvy tříd, takže děti mohou potkat „jejich řidiče“ osobně a vidět velké soupravy zblízka. T.B.I. byla založena v roce 1992 a nyní v ní má členství téměř 4000 řidičů s třídami po celé Severní Americe, Austrálii, Novém Zélandu a Islandu.
Dne 17. června 2007 začala televizní stanice History Channel vysílat pořad Ice Road Truckers (v ČR vysílaný pod názvem Trucky na ledě) – dokumentární televizní seriál s prvky reality show, kdy filmaři doprovází řidiče kamionů při cestě po ledových stezkách (zmrzlá jezera v polovině zimy), v Severozápadních teritoriích Kanady během dopravy prostředků a zařízení pro diamantové doly v této oblasti. Zajímavostí je, že jedna z hlavních postav (Vlad Pleskot – majitel firmy VP Express), je narozen v ČR. Jeho biografii je možno zhlédnout na firemních web stránkách.